# Trần Hiếu Ngân
Trần Hiếu Ngân (* 26. Juni 1974 in Tuy Hòa, Provinz Phú Yên) ist eine ehemalige vietnamesische Taekwondoin.
Bei den Olympischen Sommerspielen 2000 in Sydney war die damals 26-Jährige die erste Olympiamedaillengewinnerin in der olympischen Geschichte Vietnams, als sie in der Gewichtsklasse bis 57 kg die Silbermedaille hinter Jung Jae-eun (Gold) und vor Hamide Bıkçın Tosun (Bronze) gewann. In den Jahren davor gewann sie bereits diverse Medaillen bei den Asienspielen und den Asiatischen Taekwondo-Meisterschaften.

## Leben und Karriere
Trần Hiếu Ngân wurde am 26. Juni 1974, noch rund zehn Monate vor dem offiziellen Ende des Vietnamkrieges, als viertes Kind von insgesamt acht Geschwistern in Tuy Hòa, der Hauptstadt der Provinz Phú Yên, im zentralen Süden Vietnams geboren. Durch ihren Vater, der einst selbst als Kampfsportler in Erscheinung trat, kam sie im Jahre 1987 zur Kampfkunst Taekwondo. Ab Beginn der 1990er stellten sich die ersten Erfolge der Jugendlichen ein, die bereits diverse Medaillen bei vietnamesischen und gesamtasiatischen Wettbewerben und Turnieren errang. Zu ihren ersten größeren Erfolgen zählt unter anderem eine Silbermedaille bei den Asiatischen Taekwondo-Meisterschaften 1996, wenige Tage vor ihrem 22. Geburtstag. Hier gewann sie in Melbourne eine Silbermedaille im Federgewicht (bis 59 kg), wobei sie sich im Finale dem langjährigen Sieger Südkorea, in diesem Falle Lee Seung-min, geschlagen geben musste.
Nachdem sie noch Mitte Mai 1998 vor heimischen Publikum an den Asiatischen Taekwondo-Meisterschaften in Ho-Chi-Minh-Stadt teilgenommen hatte und dort Gold im Federgewicht (bis 59 kg) gewonnen hatte, nahm sie Ende des Jahres an den 13. Asienspielen in Bangkok teil. Dort konnte sie in der Bantamgewichtsklasse (bis 51 kg) zusammen mit der Nepalesin Sapana Malla die Bronzemedaille hinter der Thailänderin Nootcharin Sukkhongdumnoen (Silber) und der Südkoreanerin Lee Ji-won (Gold) gewinnen.
Rund zwei Jahre später nahm die damals 26-Jährige am Taekwondo-Turnier der Olympischen Sommerspiele 2000 in Sydney teil und war bei den Olympischen Spielen Teil einer siebenköpfigen Athletendelegation aus Vietnam. Bei den Wettkämpfen der Gewichtsklasse bis 57 kg konnte sie sich beim Erstrundenkampf gegen die 36-jährige Cheryl-Ann Sankar aus Trinidad und Tobago erst in der dritten Runde mit zwei deuk-jeom, zwei sogenannten Pluspunkten, durchsetzen. Im Viertelfinale siegte sie schließlich deutlich gegen die 22-jährige Jasmin Strachan von den Philippinen, die sie mit acht deuk-jeom bezwang. Ähnlich erfolgreich verlief für Trần Hiếu Ngân auch das Halbfinale gegen die 25-jährige Niederländerin Virginia Lourens, wo sie neben zehn deuk-jeom auch einen gam-jeom, einen sogenannten Minuspunkt, hinnehmen musste.
Nach dem Einzug ins Finale trat sie dort gegen die 20-jährige Südkoreanerin Jung Jae-eun an und verlor dort nach einem erhalten deuk-jeom und einem gam-jeom gegen die sechs Jahre jüngere Athletin aus Südkorea, die den Kampf mit drei deuk-jeom und einem gam-jeom für sich entscheiden konnte. Dennoch bedeutete dies die erste Medaille in der seit 1980, als man erstmals an Sommerspielen teilnahm, dauernden olympischen Geschichte Vietnams. Nach dem Erfolg bei Olympia begann sie bald darauf auch mit der Ausbildung von Nachwuchs-Taekwondoin in der Ho-Chi-Minh-Stadt und ist dieser Position auch noch heute (Stand: Dezember 2015) aktiv.